# 全雄太
全雄太（韩语： Jeon Ungtae，1995年8月1日—）生于首尔，是一名韩国男子现代五项运动员。全雄太最初练习游泳，后来一名体育教师在他小学六年级时发现了他的才能，便邀请他尝试现代五项，他也最终在中学时开始改练现代五项。2011年，他首次出战世界级比赛，在世界青年锦标赛上摘得团体金牌。高中毕业后，他进入韩国体育大学就读，因为该大学是当时韩国唯一一所开设现代五项课程的大学。